# Реджиналд Саути и скелеты
«Реджиналд Саути и скелеты» (англ. «Reginald Southey and Skeletons») — постановочная фотография английского писателя и фотографа Льюиса Кэрролла (Чарльза Лютвиджа Доджсона, 1832—1898), изображает пионера фотографии, врача и друга писателя, Реджиналда Саути среди скелетов.

## История создания
В каталог всех фоторабот Льюиса Кэролла фотография внесена под номером 0221. Она сделана в июне 1857 года в фотостудии Кэрролла при Соборе Христа в Оксфорде. Размер — 166 на 137 миллиметров. Современное место хранения — коллекция National Media Museum, Брадфорд (входит в постоянную экспозицию музея).
Техника — мокрый коллодионный процесс и альбуминовая печать. Саути изображён, стоя рядом с черепами и скелетами человека и обезьяны из Оксфордского анатомического кабинета. В альбоме A (I), хранящемся в Принстонском университете, фотограф добавил на страницу, где прежде находилась данная фотография, первые строки из стихотворения Альфреда Теннисона «Видение греха»: «Ты — скелет, и что из этого?» («You are bones, and what of that? / Every face, however full, / Padded round with flesh or fat / Is but modell’d on a skull»). Составители каталога работ Кэрролла предполагают, что это изображение было сделано для празднования окончания Саути магистратуры с отличием в области науки именно в июне 1857 года.
Фотография неоднократно демонстрировалась на выставках, в частности на «The Other Side of the Lens: Lewis Carroll and the Art of Photography during the 19th Century» в Upper Library Собора Христа в Оксфорде и упоминается в её каталоге, а также анализируется в некоторых статьях и монографиях.

## Сюжет и оценка фотографии
Считается, что в Оксфорде Кэрролл и Саути сотрудничали в работе над «анатомическими» фотографиями в Оксфордском анатомическом кабинете. Они фотографировали скелеты рыб и животных, кульминацией этих фотографий стал образ Саути, стоящего рядом со скелетами и черепами человека и обезьяны. Журналист газеты «Индепендент» так описывает свои впечатления в статье о фотографии с проходившей в наше время выставки викторианских фотопортретов в Национальном музее фотографии, кинематографа и телевидения в Брадфорде: 

«Молодой и представительный викторианский джентльмен во фраке стоит, дружески (и чуть ли даже не любовно) обняв за плечо скелет. Если не принимать во внимание одежду и плоть того, кто стоит слева, то окажется, что они почти одного роста и стоят в одинаковой позе, глядя направо. Возникает странное впечатление (то ли ужасное, то ли смешное), что джентльмен демонстрирует — в буквальном смысле слова — собственные кости, словно на схеме в анатомических учебниках. На столе рядом с этой странной парой — несколько черепов, а также полный скелет небольшого примата, какой-то мартышки или шимпанзе с огромными страшными глазницами. Всё страньше и страньше...»— Демурова Н. М. Льюис Кэрролл
Данная фотография Кэрролла была объявлена лучшей на выставке — её признали «практически единственной, сделанной с чувством юмора, хотя и весьма своеобразным». Снимок был сделан в 1857 году, за два года до выхода в свет книги Чарлза Дарвина «Происхождение видов путём естественного отбора, или Сохранение благоприятствуемых пород в борьбе за жизнь». Однако, известие о книге уже просочилось в прессу и её содержание оживлённо обсуждалось задолго до публикации. К тому же идея обсуждалась за десятилетия до этого, наиболее известны были мнения Джеймса Бёрнетта.
Исследователи творчества писателя отмечают, что Кэрролл был «близко знаком» с некоторыми скелетами из Оксфордского анатомического кабинета. Скелет тунца, к примеру, появляется на двух фотографиях писателя, в том числе на его снимке университетского профессора медицины Генри Эклинга (которому он формально принадлежал и который предоставил его в экспозицию), сделанном писателем незадолго до фотографии «Реджиналд Саути и скелеты».
- Льюис Кэрролл. Скелет голубого тунца, пойманного близ острова Мадейра, 1857
- Льюис Кэрролл. Южный киви, 1857
- Льюис Кэрролл. Скелет рыбы-солнце, 1857
- Льюис Кэрролл. Голова и плечевой пояс трески и череп человека, 1857

## Реджиналд Саути — фотомодель, друг и наставник Кэрролла в фотографии
Реджиналд Саути (1835—1899) и Льюис Кэрролл встретились в 1850-х годах в Оксфорде, где с 1855 года Доджсон преподавал математику, а Саути изучал естественные науки, получив степень бакалавра в 1855 году и степень магистра в 1857 году. B 1859—1861 годах Саути проходил обучение в Лондоне и Оксфорде, где он получил учёные степени: Master's degree в июне 1860 и Medicinæ Doctor в 1861 году. Саути был племянником поэта-романтика Роберта Саути и пятым сыном медика Генри Герберта Саути. После окончания учёбы он много путешествовал, работал в Commissioners in Lunacy (судебно-психиатрическая экспертная комиссия) с 1883 до 1898 год. Читал лекции в престижном Goulstonian Lectures Королевского медицинского колледжа в Лондоне в 1867 году. Саути женился на Франсес Марианне Торнтон в 1864 года, в браке родилось четверо детей. 
Саути занялся фотографией около 1853 года, возможно, благодаря Хью Уэлчу Даймонду, который был первым секретарём Лондонского фотографического общества. Кэрролл приобретал фотоаппарат, взяв с собой именно Реджиналда Саути в качестве спутника, который уже имел фотоаппарат и поэтому выступил в качестве консультанта. Под руководством Саути писатель сделал первые фотографии, вскоре он настолько увлёкся новым занятием, что стал посвящать ему всё свободное время.
Общение Кэрролла и Саути подробно зафиксировано в дневниках первого с 1855 по 1857 годы. 1 марта 1855 года Кэрролл отправился взглянуть на новые фотографии, сделанные Саути, отметил одну из них в дневнике как «лучшую любительскую попытку, что я видел». Кэрролл неоднократно фотографировал Саути, а Саути снимал Кэрролла, вместе они занимались съёмками общих знакомых, работали над изготовлением позитивов. Кэрролл в дневниках записывал, что Саути, будучи хорошо знаком с химией, помогал ему работать над данным процессом. Иногда Саути рекомендовал Кэрроллу собственных моделей. Так он посоветовал писателю познакомиться с Генри Эклендом, позднее — профессором медицины, у которого была «красивая семья» с шестью детьми, которых он может сфотографировать. Весной 1857 года Саути посетил остров Уайт, где он фотографировал детей Джулии Маргарет Камерон и Альфреда Теннисона. Теннисон лично написал Саути благодарность за его фотографию своих детей. Для фотографий Саути характерен крупный план с исключением детализации фона и второстепенных объектов. Камерон, как предполагают исследователи её творчества, брала у Саути первые уроки фотографии.
В присутствии Саути Кэрролл впервые встретился со своей будущей Музой. 25 апреля 1856 года он вместе с Саути сделал попытку сфотографировать Собор Церкви Христовой из ректорского сада, где в это время играли три дочери Генри Лидделла. Именно тогда Кэрролл впервые встретился с Алисой Лидделл. Он также сотрудничал с Саути в работе над фотографиями дочерей Лидделлов, а месяц спустя Доджсон позвал Саути в Лондон высказать «его мнение о негативах» этих фотографий. Тот пригласил Доджсона позже присоединиться к нему во время операции в госпитале Святого Варфоломея, где хирург должен был ампутировать ногу пациенту, с использованием слабо известного тогда хлороформа. На следующий день Доджсон посетил дом Саути, чтобы увидеть его новые фотографии, оставив некоторые из его собственных, сделанных в последнее время, для предстоящей ежегодной выставки фотографического общества Лондона. Саути получил известность среди современников как изобретатель «трубки Саути», используемой для дренажа отёка конечностей.  
- Реджиналд Саути. Сыновья Альфреда Теннисона, 1857
- Реджиналд Саути. Чарльз и Гарри, сыновья Джулии Камерон, 1857
- Реджиналд Саути. Льюис Кэрролл, 1856